# Fana IL
Fana Idrettslag is een voetbalclub uit Fana, een stadsdeel van de Noorse stad Bergen. Fana is het grootste stadsdeel in Bergen. De club werd opgericht op 3 maart 1920 en speelt haar wedstrijden in het Nesttun idrettsplass. De club biedt ook onderdak aan sporten als atletiek, handbal, alpine skiën, schaatsen en gymnastiek.

## Eindklasseringen
| Seizoen | №  | Clubs | Divisie         | Duels | Winst | Gelijk | Verlies | Doelsaldo | Punten | Tsch |
| ------- | -- | ----- | --------------- | ----- | ----- | ------ | ------- | --------- | ------ | ---- |
| 2012    | 11 | 14    | 2. divisjon (2) | 26    | 8     | 6      | 12      | 54–52     | 30     | ??   |
| 2013    | 8  | 14    | 2. divisjon (3) | 26    | 10    | 5      | 11      | 40–47     | 35     | ??   |
| 2014    | 9  | 14    | 2. divisjon (3) | 26    | 9     | 6      | 11      | 51–56     | 33     | ??   |
| 2015    | 10 | 14    | 2. divisjon (3) | 26    | 7     | 10     | 9       | 42–57     | 31     | ??   |
| 2016    | 5  | 14    | 2. divisjon (3) | 26    | 10    | 9      | 7       | 35–29     | 39     | ??   |
| 2017    | 13 | 14    | 2. divisjon (2) | 26    | 5     | 7      | 14      | 30–64     | 22     | ??   |